# Ferrovia Massaua-Saati
La ferrovia Massaua-Saati fu la prima ferrovia in Eritrea; venne costruita dall'Italia per ragioni militari nel 1887-1888.

## Storia
I lavori di costruzione iniziarono sotto il comando del generale Tancredi Saletta nell'ottobre 1887 e proseguirono con il generale Alessandro Asinari di San Marzano. Fu armata a scartamento ridotto da 0,95 m, strutturata come "Decauville", con rotaie provenienti da Swansea. Molti carri merci ed una vettura di 1ª classe erano di costruzione belga; le vetture di 3ª classe e le miste ed alcuni vagoni merci erano stati costruiti a Castellammare di Stabia su disegni già usati per le complementari sarde; quattro locomotive erano di costruzione Henschel & Sohn di Cassel e una piccola locomotiva di Esslingen.
Precedentemente esisteva una ferrovia, sempre costruita per ragioni militari, che arrivava fino a Moncullo utilizzando il sistema Decauville.
La ferrovia partiva da Massaua per arrivare alle fortificazioni di Saati (cioè "pozzi d'acqua", poco dopo Dogali) rioccupate dagl'italiani il 1º febbraio 1888. La ferrovia, completata il 15 marzo 1888, era lunga 26 km ed era stata costruita in quasi sei mesi di lavoro, costando dai 3 ai 10 milioni di lire (il costo varia a seconda delle fonti). Per la costruzione erano stati impiegati quattro ingegneri, quattro assistenti, un capo meccanico, due macchinisti, un capo fabbro, un segretario contabile e 325 operai, tutti provenienti dall'Italia. Guidava i lavori l'ingegnere Emilio Olivieri. Il capitano del genio Pio Spaccamela si occupò della tracciatura, con picchetti, del primo tratto di linea nella penisola di Abd el Kader. Sin dall'arrivo a Massaua si manifestarono grandi difficoltà: un operaio e un assistente erano moribondi, gli alloggiamenti andavano costruiti in fretta e le operazioni di scarico dei materiali impegnarono per 4 mesi dalle 40 alle 120 persone, compresi gli indigeni.
Il tracciato iniziava dalla penisola di Abd el Kader, percorreva circa 3 km in una valle deserta e arrivava al villaggio di Otumlo (ove esisteva un fortino). Da qui il terreno diveniva collinoso, e il tracciato, tra continui saliscendi, risaliva la sponda destra - costituita da marna argillosa - del torrente Uissa, arrivando dopo 2 km, alla Missione Svedese e, dopo altri 2 km, al forte di Moncullo (Monkullo, M'kullu o Emcullu, 40 m s.l.m.); proseguiva incontrando due affluenti dell'Uissa, l'Obel (o Tata) e l'Amashat (il cui nome deriva dalle regioni attraversate), risalendo poi l'Amashat, a 4 km da Monkullo, e raggiungendo il Piano delle Scimmie. Abbandonava quindi il fiume Amashat per scendere a quello di Takabat, incontrando quattro torrenti (che si riuniscono più in basso formando l'Uadi-Bò, un corso d'acqua che sbocca nel Mar Rosso, poco più a nord dell'Uissa). Incontrava poi il piccolo torrente Agbalo, che sfocia nel Desset, dove si trovava il villaggio di Dogali (Dahali), ove la vegetazione diveniva più ricca, anche con presenza di alberi, in particolare di tamarischi. Giunto al rio Saati, affluente del Desset, il tracciato lo risaliva per circa 3 km, arrivando ad una cascata di oltre 20 metri di altezza. Sopra un colle scosceso sulla destra, a 60 metri dal fondo valle, si trovava infine il forte di Saati, il cui nome proviene da alcune profonde buche scavate ai piedi della cascata per rifornire d'acqua le carovane.
Tra i vari problemi affrontati durante la costruzione vi furono la lenta e difficoltosa produzione del pietrisco e la stagionalità dei corsi d'acqua, di cui non era sempre ben definibile l'alveo. Un violento temporale, il 20 novembre 1887, spazzò via le baracche e un cantiere danneggiando circa un chilometro di linea in costruzione, rendendo necessaria la rivalutazione dei parametri dei corsi d'acqua e la costruzione alcuni ponti. Da sondaggi effettuati nell'occasione si scoprì che l'acqua nella zona di Dogali poteva esser trovata a circa 10 m di profondità (a confronto dei 1–2 m dei pozzi nella zona di Saati). Per la costruzione di alcuni ponti su vari corsi d'acqua, a causa della penuria in loco di materiali, si dovettero allestire dei trasporti via mare dall'Italia.
La ferrovia risultò lunga 26,885 km, con 57 curve, tre delle quali con raggio di 100 metri, le altre con raggio superiore ai 120 m. Lo scartamento era di 0,95 m e le rotaie pesavano da 21 a 22 kg al metro. La massicciata era larga 3,5 m. Le traverse erano di legno per i primi 5 km, poi d'acciaio. La pendenza massima era del 23‰ in direzione di Saati presso la stazione dell'Amashat. Il punto più alto della linea era la stazione di Saati a 140,30 m s.l.m.. Vi erano in tutto 85 tra ponti e ponticelli, i più importanti dei quali erano quelli sul Desset, sull'Obel, sull'Amashat, sugli affluenti dell'Uadi-Bo e sul rio Saati; gli altri variavano da 0,60 a 4 m di larghezza.

## Percorso
| Unknown route-map component "exKBHFa" |

| Unknown route-map component "exHST" |

| Unknown route-map component "exHST" |

| Unknown route-map component "exBHF" |

| Unknown route-map component "exWBRÜCKE1" |

| Unknown route-map component "exWBRÜCKE1" |

| Unknown route-map component "exHST" |

| Unknown route-map component "exBHF" |

| Unknown route-map component "exWBRÜCKE1" |

| Unknown route-map component "exWBRÜCKE1" |

| Unknown route-map component "exBHF" |

| Unknown route-map component "exHST" |

| Unknown route-map component "exWBRÜCKE1" |

| Unknown route-map component "exKBHFe" |